# Mihoub
Mihoub là một đô thị thuộc tỉnh Médéa, Algérie. Dân số thời điểm năm 2002 là 11.488 người.